# Paradinarmus
Paradinarmus is een geslacht van vliesvleugeligen uit de familie Pteromalidae. De wetenschappelijke naam van dit geslacht is voor het eerst geldig gepubliceerd in 1929 door Masi.

## Soorten
Het geslacht Paradinarmus is monotypisch en omvat slechts de volgende soort:
- Paradinarmus tridentatus Masi, 1929